# Satoshi Tezuka
Satoshi Tezuka (手塚 聡 Tezuka Satoshi?,  nacido el 4 de septiembre de 1958 en Tochigi) es un exfutbolista japonés que se desempeñaba como delantero.
Tezuka jugó 25 veces y marcó 2 goles para la Selección de fútbol de Japón entre 1980 y 1988. Tezuka fue elegido para integrar la selección nacional de Japón para los Juegos Asiáticos de 1986.

## Trayectoria

### Clubes
| Club              | País  | Año         |
| ----------------- | ----- | ----------- |
| Fujita Industries | Japón | 1981 - 1991 |

### Selección nacional
| Selección | País  | Año         |
| --------- | ----- | ----------- |
| Absoluta  | Japón | 1980 - 1988 |

## Estadística de equipo nacional
| Selección de Japón | Selección de Japón | Selección de Japón |
| Año                | Part.              | Goles              |
| ------------------ | ------------------ | ------------------ |
| 1980               | 2                  | 0                  |
| 1981               | 6                  | 0                  |
| 1982               | 0                  | 0                  |
| 1983               | 0                  | 0                  |
| 1984               | 0                  | 0                  |
| 1985               | 2                  | 0                  |
| 1986               | 4                  | 0                  |
| 1987               | 8                  | 2                  |
| 1988               | 3                  | 0                  |
| Total              | 25                 | 2                  |

## Palmarés

### Títulos nacionales
| Título              | Club              | País  | Año  |
| ------------------- | ----------------- | ----- | ---- |
| Japan Soccer League | Fujita Industries | Japón | 1981 |